# لينا (اسم)
لينا (بالإنجليزية: Lina)‏ هو اسم علم شخصي مؤنث مشتق من اسم لين ، مأخوذ من اللين، وأصل أجنبي يعتبر مختصراً لاسم ماجدلين الذي يعود أصله إلى مدينة مجدل في فلسطين وكذلك مختصر لاسم كارولينا، يعتبر الاسم من أكثر الأسماء المنتشرة في العالم سواء في العالم العربي وكذلك في الدول الغربية من أوروبا والولايات المتحدة وكذلك روسيا.

## الشخصيات
- لينا شماميان مغنية سورية
- لينا بن مهني ناشطة حقوق إنسان وصحفية تونسية
- لينا هيدي ممثلة إنجليزية
- لينا دونهام ممثلة أمريكية
- لينا مدينا فتاة بيروفية تم تسيجلها ككونها أصغر أم في العالم
- لينا دياب ممثلة سورية
- لينا هويان الحسن كاتبة سورية
- لينا هورن مغنية وممثلة أمريكية
- لينا الأنصاري ممثلة ومغنية أردنية
- لينا كراسنوروتسكايا لاعبة كرة مضرب روسية
- لينا أولين ممثلة سويدية
- لينا اسكو ممثلة أمريكية
- لينا جوماني ممثلة هندية
- لينا حوارنة ممثلة ومؤدية صوتية سورية
- لينا زهر الدين إعلامية لبنانية
- لينا ضوا ممثلة ومؤدية صوتية سورية
- لينا قسطال لاعبة كرة مضرب مغربية
- لينا كاتينا مغنية روسية
- لينا ماير-لاندروت مغنية ألمانية
- لينا مراد ممثلة سورية
- لينا كرم ممثلة سورية